# Stanisław Sroczycki
Stanisław Sroczycki herbu Nowina – wojski kamieniecki w latach 1565-1586, miecznik kamieniecki w latach 1560-1565, podwojewodzi kamieniecki w 1563 roku, komornik kamieniecki w latach 1556-1559.
Poseł na sejm piotrkowski 1558/1559 roku, sejm lubelski 1566 roku z województwa podolskiego.